# Bikini Royale
Série
Bikini Royale 2
(2010)
Pour plus de détails, voir Fiche technique et Distribution.
Bikini Royale est un téléfilm américain réalisé par Fred Olen Ray et sorti en 2008. C'est une comédie érotique.

## Synopsis
L'agent B.I.K.I.N.I. Tanya X (Beverly Lynne) est envoyée en mission d'infiltration pour récupérer des plans top-secret de missiles qui ont été volés.

## Fiche technique
- Titre : Bikini Royale
- Réalisateur : Fred Olen Ray
- Scénario : Fred Olen Ray
- Producteur :
- Société de production : American Independent Productions
- Société de distribution :
- Pays d'origine :  États-Unis
- Langue d'origine : Anglais
- Lieu de tournage :
- Genre : Comédie érotique et espionnage
- Format : Couleurs
- Durée : 75 minutes
- Dates de sortie :
  -  États-Unis 1er juillet 2008
  -  Japon 7 mai 2010

## Distribution
- Beverly Lynne : Tanya X
- Monique Parent : Dr. Nyet
- Charlie Laine : Tang
- Nicole Sheridan : Corrine
- Christine Nguyen : Sophie
- Alexandre Boisvert : Mark Tenn
- Syren : Photo Lady
- Evan Stone : Parker Savage
- Ted Monte : Mr. Whately
- Ted Newsom : Newton